# Samsung Galaxy A3 (2015)
Il Samsung Galaxy A3, chiamato A3 (2015) per distinguerlo dagli omonimi modelli usciti nel 2016 e nel 2017, è uno smartphone di fascia bassa prodotto da Samsung, facente parte della serie Samsung Galaxy A.

## Caratteristiche tecniche

### Hardware
Il Galaxy A3 è un classico smartphone con form factor di tipo slate, misura 130,1 × 65,5 × 6,9 millimetri e pesa 110,3 grammi.
Il dispositivo è dotato di connettività GSM, HSPA, LTE (solo in alcune versioni), di Wi-Fi 802.11 b/g/n con supporto a Wi-Fi Direct ed hotspot, di Bluetooth 4.0 con A2DP, EDR ed LE, di GPS con A-GPS, GLONASS, BDS, di NFC (solo nelle versioni LTE), di radio FM e di supporto ANT+. Ha una porta microUSB 2.0 ed un ingresso per jack audio da 3,5 mm.
Il Galaxy A3 è dotato di schermo touchscreen capacitivo da 4,5 pollici di diagonale, di tipo Super AMOLED con aspect ratio 16:9 e risoluzione 540 × 960 pixel (densità di 245 pixel per pollice), protetto da un vetro Corning Gorilla Glass 4. Il frame laterale è in alluminio ed il retro è in plastica. Nonostante ciò la batteria agli ioni di litio da 1900 mAh non è removibile dall'utente.
Il chipset è un Qualcomm Snapdragon 410, con processo di produzione a 28 nanometri, CPU quad-core formata da 4 Cortex-A53 a 1.2 GHZ e GPU Adreno 306. La memoria interna di tipo eMMC 4.5 è di 16 GB, mentre la RAM è di 1 GB o di 1.5 GB (in base alla versione).
La fotocamera posteriore ha un sensore CMOS da 8 megapixel, dotata di autofocus e flash LED, in grado di registrare al massimo video Full HD a 30 fotogrammi al secondo, mentre la fotocamera anteriore è da 5 megapixel.

### Software
Il sistema operativo è Android, in versione 4.4.4 KitKat, aggiornabile ufficialmente fino ad Android 6.0.1 Marshmallow.
Ha l'interfaccia utente TouchWiz.
Le ultime patch di sicurezza disponibili per il modello venduto nel mercato italiano sono quelle di agosto 2017.

## Commercializzazione
Il dispositivo è stato immesso sul mercato a fine 2014.
Il sito HDBlog ha valutato il Galaxy A3 (2015) con 8.3/10, mentre il sito AndroidWorld.it ha valutato il prodotto con 8/10, apprezzando la qualità costruttiva, la durata della batteria, la memoria espandibile e il software "ricco", e criticando l'assenza del LED di notifica, il prezzo di lancio alto, la bassa risoluzione dello schermo e la presenza di alcune applicazioni preinstallate definite come inutili.

### Versioni
La seguente tabella riassume le differenze tra le versioni di A3 (2015):
| Modello     | Connettività   | RAM    | SIM  | Versione Android          |
| ----------- | -------------- | ------ | ---- | ------------------------- |
| SM-A300H    | 3G+ HSPA+      | 1 GB   | Una  | Android 4.4.4 KitKat      |
| SM-A300H/DS | 3G+ HSPA+ Duos | 1 GB   | Dual | Android 4.4.4 KitKat      |
| SM-A300M/DS | 4G-LTE Duos    | 1 GB   | Dual | Android 4.4.4 KitKat      |
| SM-A300F    | 4G-LTE         | 1 GB   | Dual | Android 5.0.2 Lollipop    |
| SM-A300FU   | 4G-LTE         | 1.5 GB | Una  | Android 6.0.1 Marshmallow |